# Gregorio González Galarza
Pour les articles homonymes, voir Gregorio González, González et Galarza.
Gregorio González Galarza (Zegama, 1869 - Saint-Sébastien, 1948) est un photographe espagnol du Pays basque.

## Biographie
Gregorio González Galarza fut l'un des plus importants photographes de Saint-Sébastien du début du XXe siècle.
Ses archives photographiques sont conservées au Musée San Telmo de Saint-Sébastien. La plupart de ses travaux représentent des vues de Saint-Sébastien, mais il a aussi réalisé des reportages sur les courses de chevaux à Lasarte-Oria et sur les carnavals.

## Source
- (es) Cet article est partiellement ou en totalité issu de l’article de Wikipédia en espagnol intitulé « Gregorio González Galarza » (voir la liste des auteurs).